# Ricardo Cardona
Ricardo Cardona Cáceres (* 11. November 1952 in San Basilio de Palenque; † 11. Oktober 2015 in Barranquilla) war ein kolumbianischer Boxer im Superbantamgewicht.

## Karriere
Am 15. September im Jahre 1973 gab er erfolgreich sein Profidebüt. Am 7. Mai des Jahres 1978 wurde er Weltmeister der WBA, als er Soo-Hwan Hong durch technischen K. o. in Runde 12 bezwang. Diesen Titel verteidigte er fünf Mal und verlor ihn im Mai 1980 gegen Leo Randolph.
Im Jahre 1982 beendete er seine Karriere.